# 블룸폰테인
블룸폰테인(Bloemfontein), 약칭 블룸(Bloem)은 남아프리카 공화국의 사법 수도이며 프리스테이트 주(Free State)의 주도이다. 해발고도 1400m의 고원에 있는 도시이며 Mangaung Metropolitan Municipality의 일원으로 해당 지자체의 인구수는 2011년기준 약 75만 명이며 면적은 6,284km2이다. 도시자체는 인구 256,185명에 면적은 236.17km2이다.

## 개요
네덜란드어로 꽃피는 분수라는 의미이다.

## 역사
19세기 중반에 네덜란드 이민자(보어인)에 의해 세워진 오렌지 자유국의 수도였다. 아프리카너 정착자들이 정착을 하고 있었으나, 공식적으로 도시가 설립된 해는 1846년 영국 해전 소령 헨리 더글라스 워든에 의해 트란소란제 지역의 영국 전초 기지 요새로 만들어졌다. 당시 그곳엔 케이프 식민지의 보어인과, 그리콰 그리고 바소토와 같은 많은 민족들이 살고있었다.
비록 현대의 블룸폰테인이 꽃이 많은 도시로 이름이 높지만, 원래의 도시 이름은 명확하지 않다. 식민지 정책의 변화에 따라, 《오렌지강 자치국》(Orange River Sovereignty 1848–1854) 또는 《오렌지 자유국》(1854–1902) 등으로 바뀌었다.
오렌지 자유국에 매장되어 있는 다이아몬드 등 지하 자원을 겨냥하여, 1899년 영국이 침략 전쟁을 수행했다 (남아프리카 전쟁). 그 결과, 영국에 합병되었다. 1910년, 남아프리카 연방의 성립에 따라, 이 지역에 대법원이 유지되었다. 1912년, 이곳에서 《아프리카민족회의》(ANC)가 결성되었다.

## 지리
블룸폰테인은 해발 1400m의 하이벨트의 남쪽 경계 위에 있는 남아프리카 공화국 중앙에 위치하고 있으며, 카루의 중간 지점을 가르고 있다. 이 지역은 보통 듬성듬성한 언덕을 가진 평지이며, 일반적인 식물은 하이벨트 목초지에 있다.
이곳의 날씨는 스텝 기후(쾨펜의 기후 구분 BSh)이며, 더운 여름날씨를 가지고 있다. 1월 평균 최고 기온은 32 °C이며, 최저기온은 19 °C로 오후에 잦은 천둥 번개를 동반한다. 서늘하고, 건조한 겨울은 종종 서리가 내리기도 한다. 겨울 평균 최고 기온은 14 °C이며, 최저기온은 -3 °C이다. 눈은 좀처럼 내리지 않지만, 2006년 8월에 시 지역에 강설이 기록되었으며, 2007년 7월 26에도 눈이 내린 적이 있다.
| 블룸폰테인 (1991년~2020년)의 기후                 | 블룸폰테인 (1991년~2020년)의 기후 | 블룸폰테인 (1991년~2020년)의 기후 | 블룸폰테인 (1991년~2020년)의 기후 | 블룸폰테인 (1991년~2020년)의 기후 | 블룸폰테인 (1991년~2020년)의 기후 | 블룸폰테인 (1991년~2020년)의 기후 | 블룸폰테인 (1991년~2020년)의 기후 | 블룸폰테인 (1991년~2020년)의 기후 | 블룸폰테인 (1991년~2020년)의 기후 | 블룸폰테인 (1991년~2020년)의 기후 | 블룸폰테인 (1991년~2020년)의 기후 | 블룸폰테인 (1991년~2020년)의 기후 | 블룸폰테인 (1991년~2020년)의 기후 |
| 월                                                | 1월                               | 2월                               | 3월                               | 4월                               | 5월                               | 6월                               | 7월                               | 8월                               | 9월                               | 10월                              | 11월                              | 12월                              | 연간                              |
| ------------------------------------------------- | --------------------------------- | --------------------------------- | --------------------------------- | --------------------------------- | --------------------------------- | --------------------------------- | --------------------------------- | --------------------------------- | --------------------------------- | --------------------------------- | --------------------------------- | --------------------------------- | --------------------------------- |
| 역대 최고 기온 °C (°F)                            | 39.3 (102.7)                      | 38.9 (102.0)                      | 34.7 (94.5)                       | 33.3 (91.9)                       | 29.5 (85.1)                       | 24.5 (76.1)                       | 26.5 (79.7)                       | 28.6 (83.5)                       | 33.6 (92.5)                       | 34.8 (94.6)                       | 36.6 (97.9)                       | 37.7 (99.9)                       | 39.3 (102.7)                      |
| 일평균 최고 기온 °C (°F)                          | 30.8 (87.4)                       | 29.8 (85.6)                       | 27.9 (82.2)                       | 24.2 (75.6)                       | 21.3 (70.3)                       | 18.1 (64.6)                       | 18.2 (64.8)                       | 20.9 (69.6)                       | 25.2 (77.4)                       | 27.4 (81.3)                       | 28.8 (83.8)                       | 30.5 (86.9)                       | 25.2 (77.4)                       |
| 일일 평균 기온 °C (°F)                            | 22.9 (73.2)                       | 22.2 (72.0)                       | 20.0 (68.0)                       | 15.8 (60.4)                       | 11.8 (53.2)                       | 8.2 (46.8)                        | 7.9 (46.2)                        | 10.7 (51.3)                       | 14.9 (58.8)                       | 18.3 (64.9)                       | 20.1 (68.2)                       | 22.2 (72.0)                       | 16.2 (61.2)                       |
| 일평균 최저 기온 °C (°F)                          | 15.1 (59.2)                       | 14.6 (58.3)                       | 12.1 (53.8)                       | 7.3 (45.1)                        | 2.2 (36.0)                        | −1.7 (28.9)                       | −2.3 (27.9)                       | 0.4 (32.7)                        | 4.7 (40.5)                        | 9.1 (48.4)                        | 11.4 (52.5)                       | 13.8 (56.8)                       | 7.2 (45.0)                        |
| 역대 최저 기온 °C (°F)                            | 5.6 (42.1)                        | 4.3 (39.7)                        | 0.8 (33.4)                        | −2.6 (27.3)                       | −8.7 (16.3)                       | −9.1 (15.6)                       | −9.6 (14.7)                       | −9.7 (14.5)                       | −6.7 (19.9)                       | −2.9 (26.8)                       | −0.1 (31.8)                       | 3.3 (37.9)                        | −9.7 (14.5)                       |
| 평균 강수량 mm (인치)                             | 91.8 (3.61)                       | 83.1 (3.27)                       | 77.0 (3.03)                       | 43.6 (1.72)                       | 19.0 (0.75)                       | 12.5 (0.49)                       | 5.3 (0.21)                        | 9.9 (0.39)                        | 11.6 (0.46)                       | 45.5 (1.79)                       | 64.8 (2.55)                       | 71.3 (2.81)                       | 535.2 (21.07)                     |
| 평균 강수일수 (≥ 1.0 mm)                          | 8.9                               | 7.8                               | 7.2                               | 5.2                               | 2.4                               | 1.4                               | 0.7                               | 1.3                               | 1.6                               | 4.6                               | 5.8                               | 7.5                               | 54.5                              |
| 평균 상대 습도 (%)                                | 55                                | 62                                | 64                                | 66                                | 62                                | 62                                | 57                                | 50                                | 46                                | 50                                | 52                                | 52                                | 57                                |
| 평균 월간 일조시간                                | 287.1                             | 247.1                             | 257.4                             | 244.6                             | 257.3                             | 239.9                             | 265.9                             | 282.3                             | 273.7                             | 286.1                             | 289.7                             | 291.6                             | 3,222.8                           |
| 출처 1: 미국 해양대기청 (상대습도: 1961년~1990년) |                                   |                                   |                                   |                                   |                                   |                                   |                                   |                                   |                                   |                                   |                                   |                                   |                                   |
| 출처 2: 남아프리카 공화국 기상청 (강수)           |                                   |                                   |                                   |                                   |                                   |                                   |                                   |                                   |                                   |                                   |                                   |                                   |                                   |

## 스포츠
블룸폰테인은 프리미어 사커 리그팀인 블룸폰테인 셀틱의 홈구장이다. 2010년 FIFA 월드컵의 일부 경기가 프리스테이트 경기장에서 개최되었다.

## 교통
- 블룸폰테인 국제 공항

## 같이 보기
- 케이프타운 (입법 수도)
- 프리토리아 (행정 수도)